# Anin
Anin is een bestuurslaag in het regentschap Timor Tengah Selatan van de provincie Oost-Nusa Tenggara, Indonesië. Anin telt 1345 inwoners (volkstelling 2010).